# 古岩屋

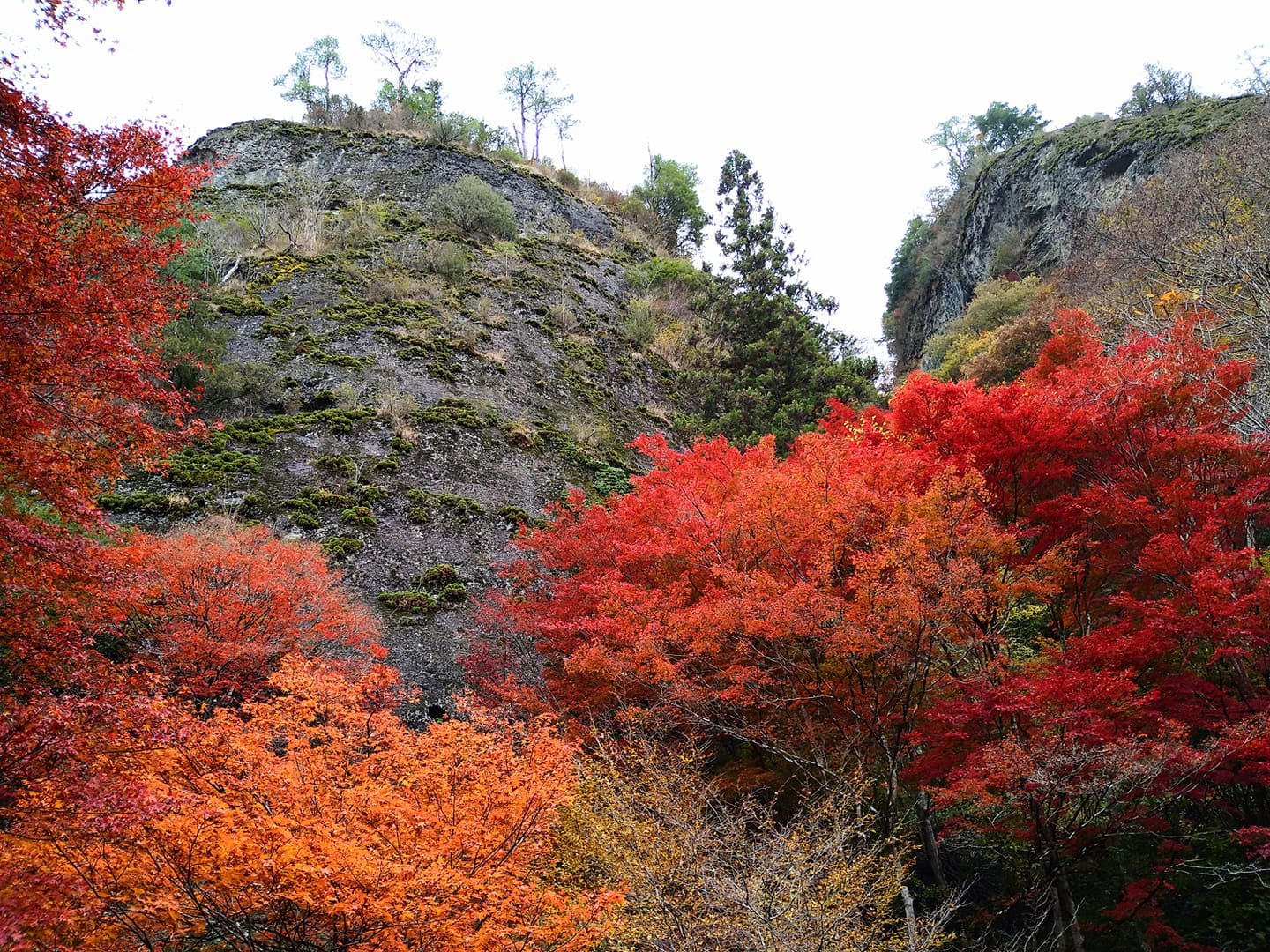
中央の岩峰

古岩屋（ふるいわや）は、愛媛県上浮穴郡久万高原町直瀬にある岩峰が連なる名所である。国の名勝に指定されている。四国カルスト県立自然公園に属する。

## 概要

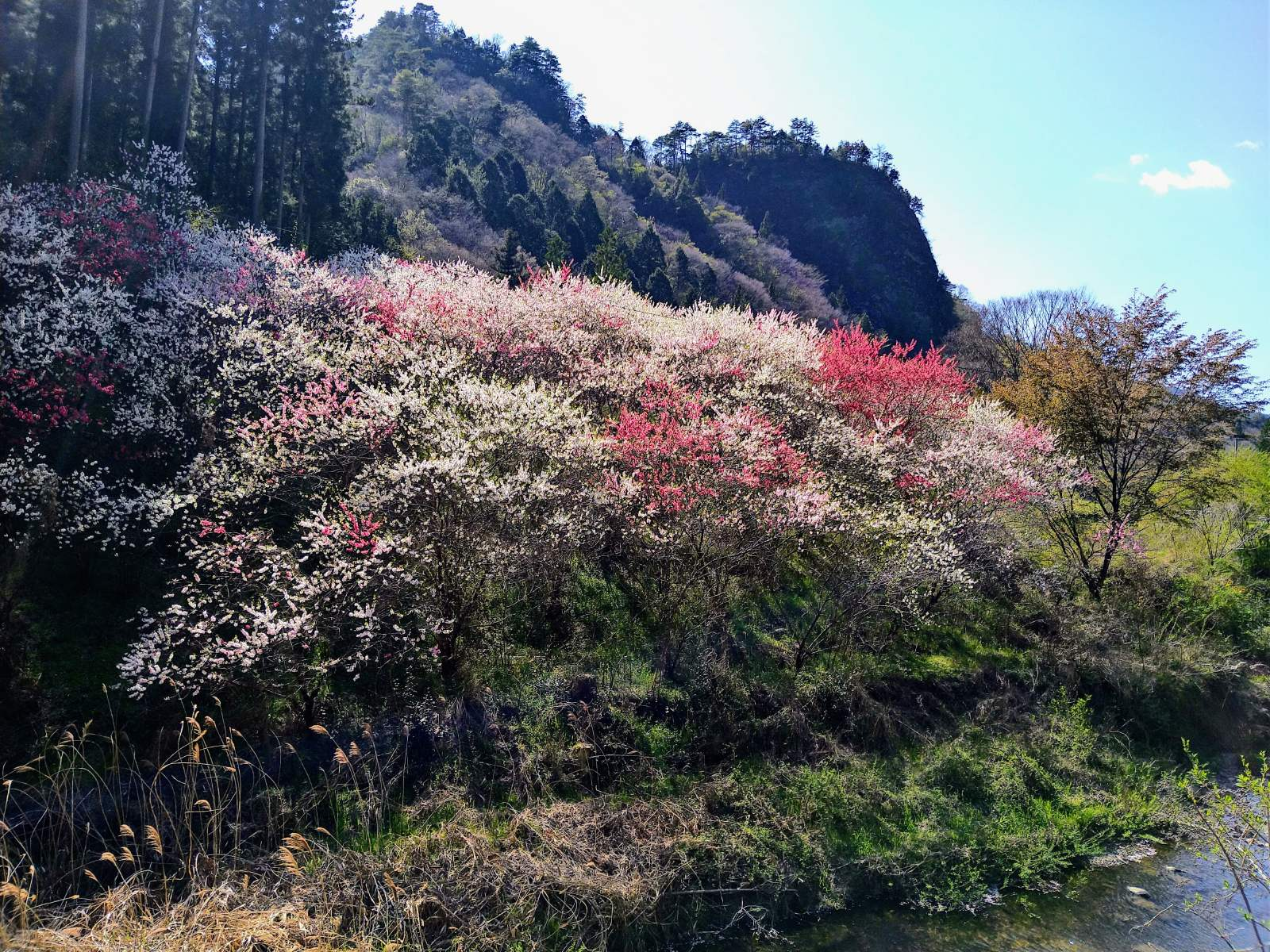
東側の岩峰（春）

直瀬川の両岸に高さ60mから100mの円錐状の峰が20余り連なっている。結晶片岩を基盤とした第三期の礫岩峰である。水の浸食作用によって岩が剥き出しとなり、無数の穴が空いている。この穴から”古岩屋”と呼称されるようになった。直瀬川の川岸にはサクラやカエデが生え、岩肌にはセッコク・イワヒバなどが自生しており、新緑や紅葉が楽しめる。また、岩肌の穴は外敵を防ぐのに適しているため、ウグイス・シジュウカラ・ヤマガラ・メジロ・キジなど野鳥の巣が多く見られる。岩窟にはコウモリの姿も見られる。
昭和19年（1944年）11月7日、国の名勝に指定された。また、昭和39年（1964年）には四国カルスト県立自然公園の一部となった。
久万高原町から愛媛県道12号西条久万線を東へ行くと国民宿舎古岩屋荘があり、その周辺が古岩屋である。古岩屋荘の前には、杖立て地蔵尊の祠があり、古岩屋荘のすぐ北に林道と川を挟んで遍路道があり、遍路道を西に入っていくと大師岳（65m）の根元に大師堂があり、さらに進むと不動堂とその背後の不動岳（80m）の甌穴に約３ｍの不動明王が立つ。なお、林道を使えば不動堂の前まで車で行ける。

## ギャラリー

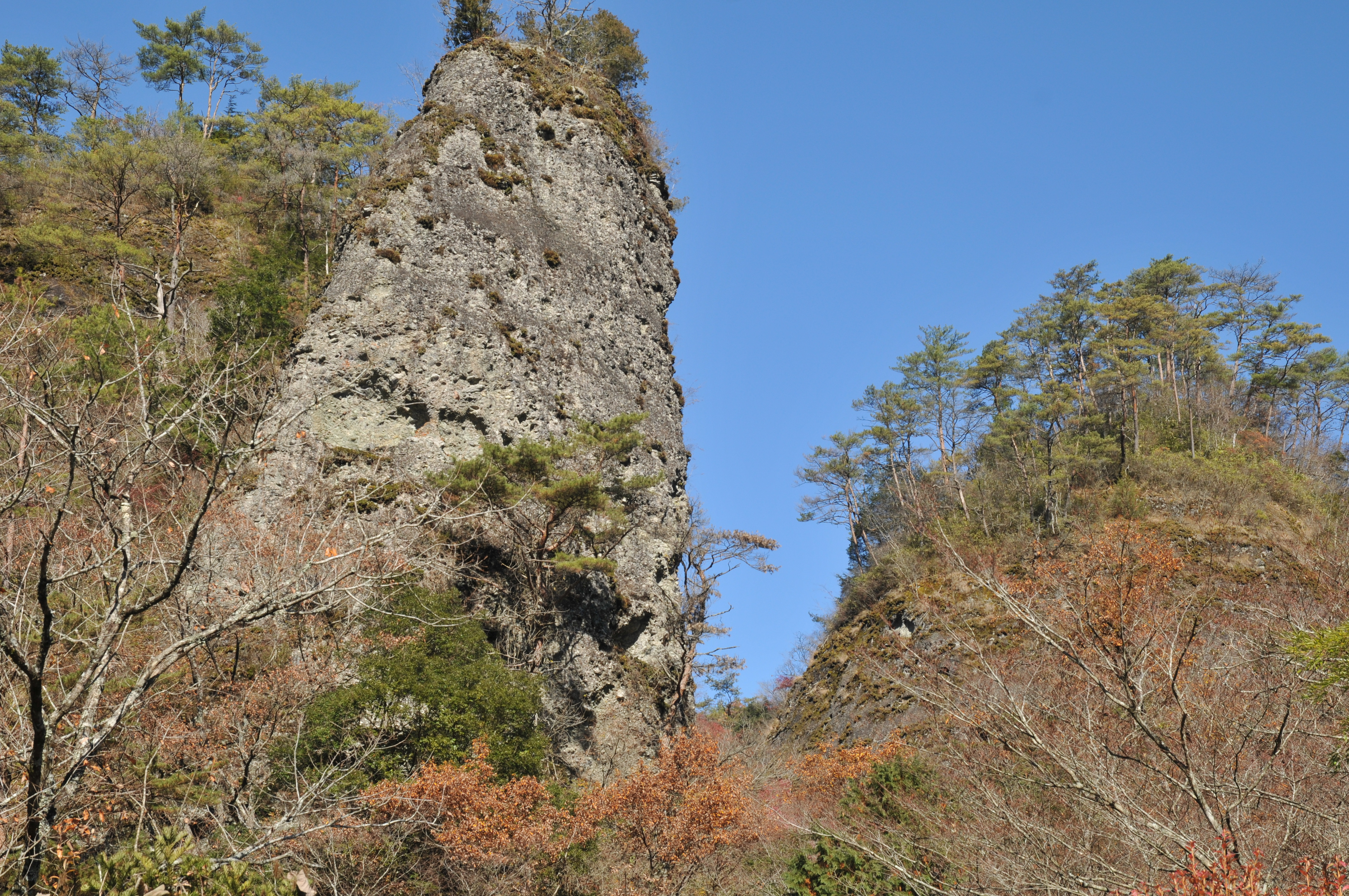
岩峰
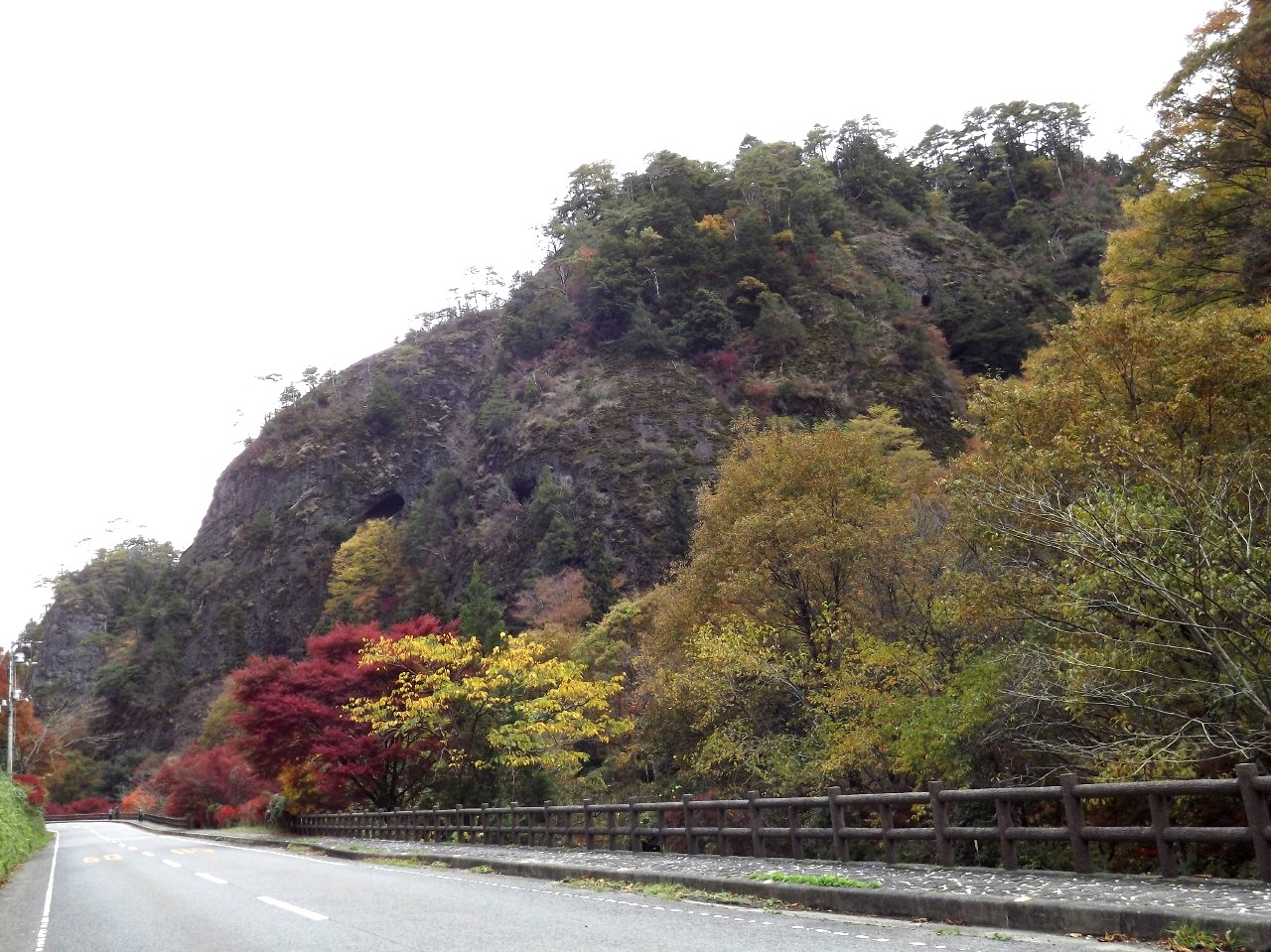
県道の北を見る
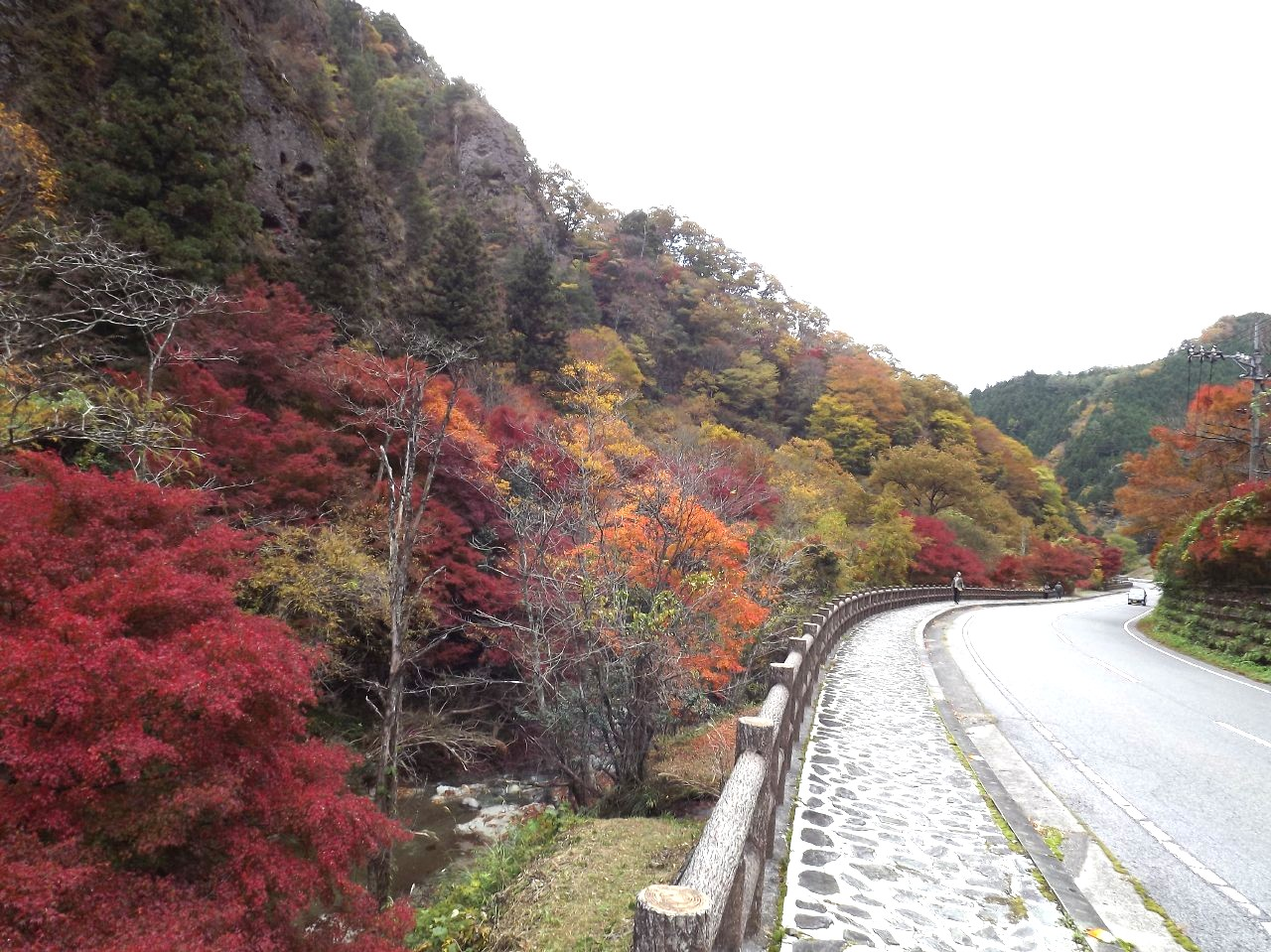
県道の南を見る
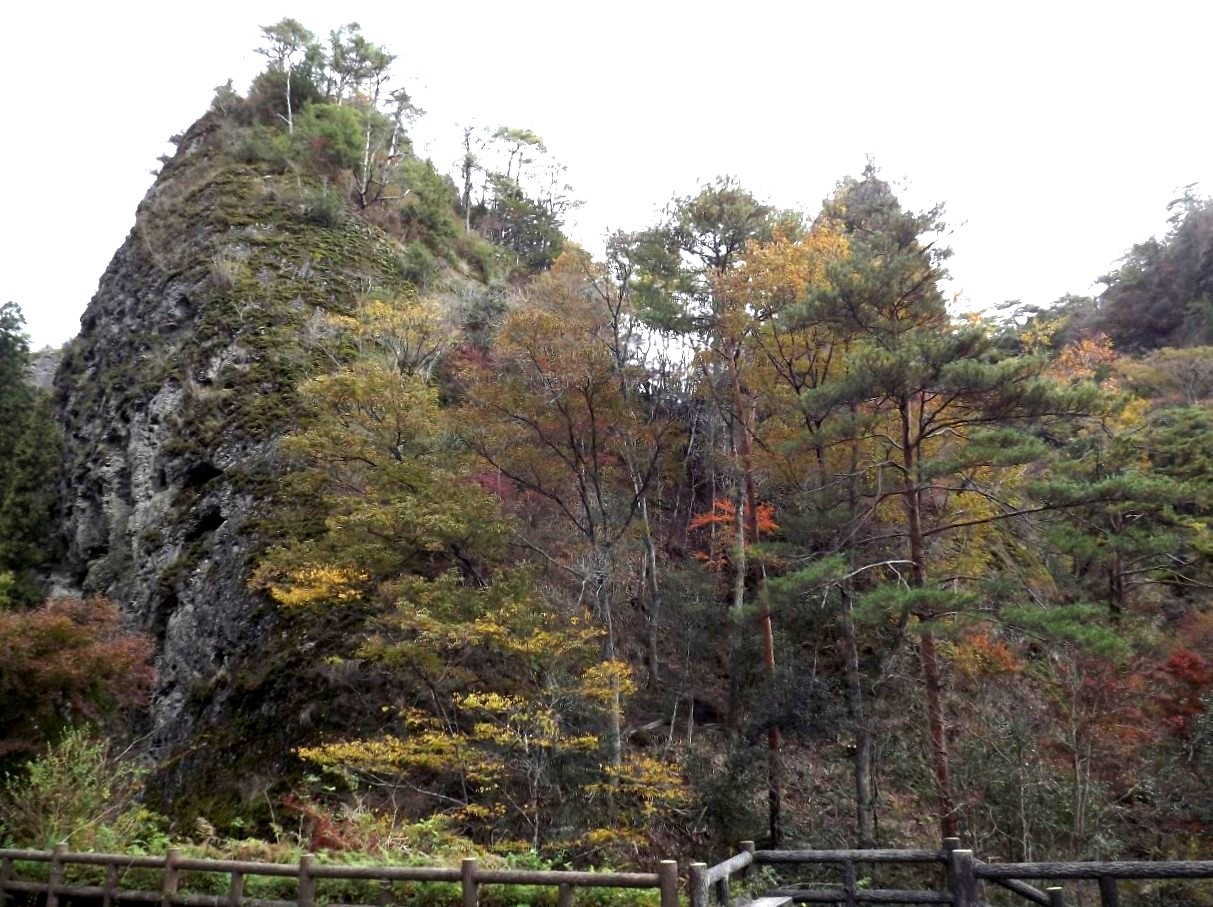
古岩屋荘の正面
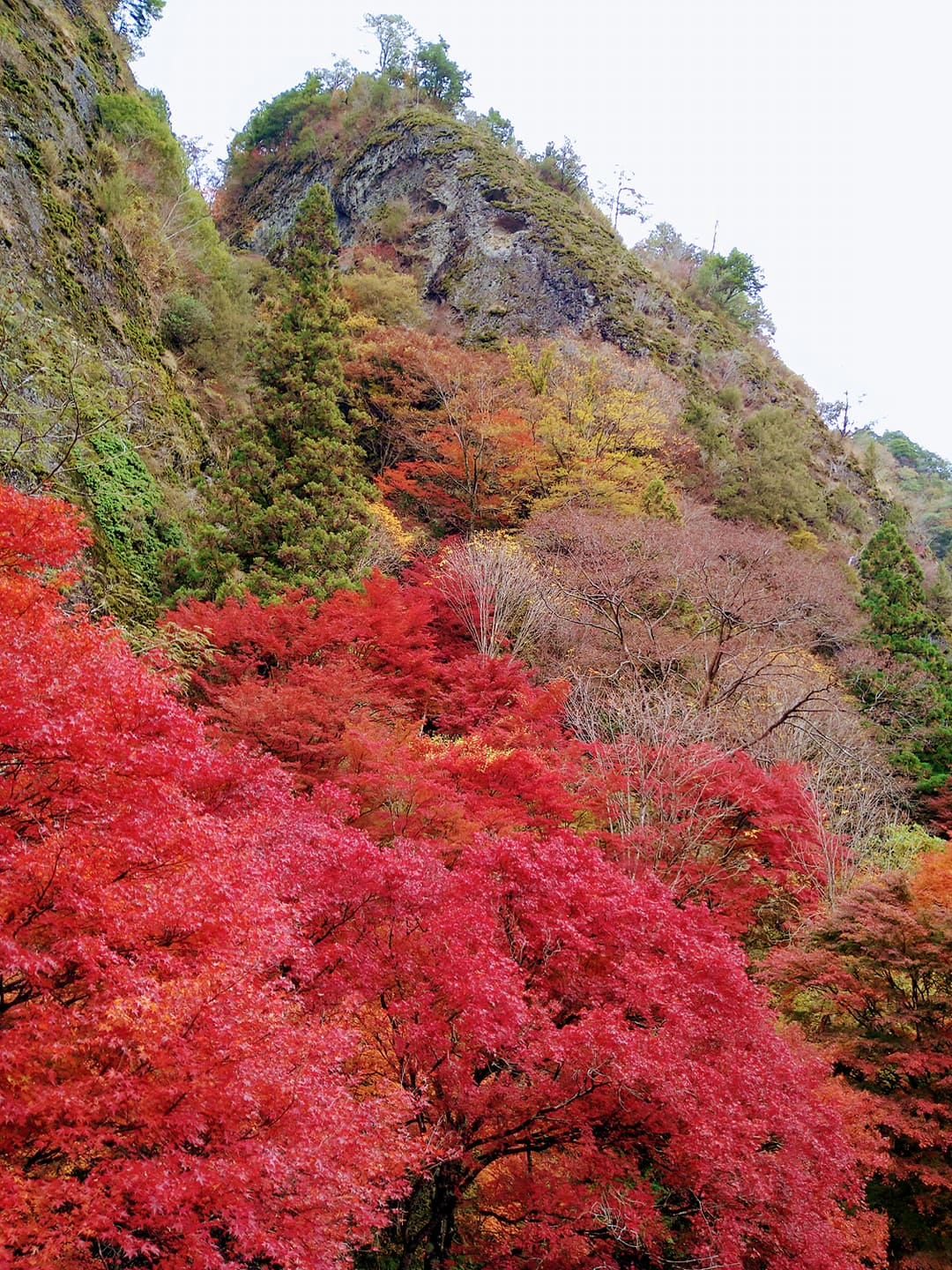
紅葉
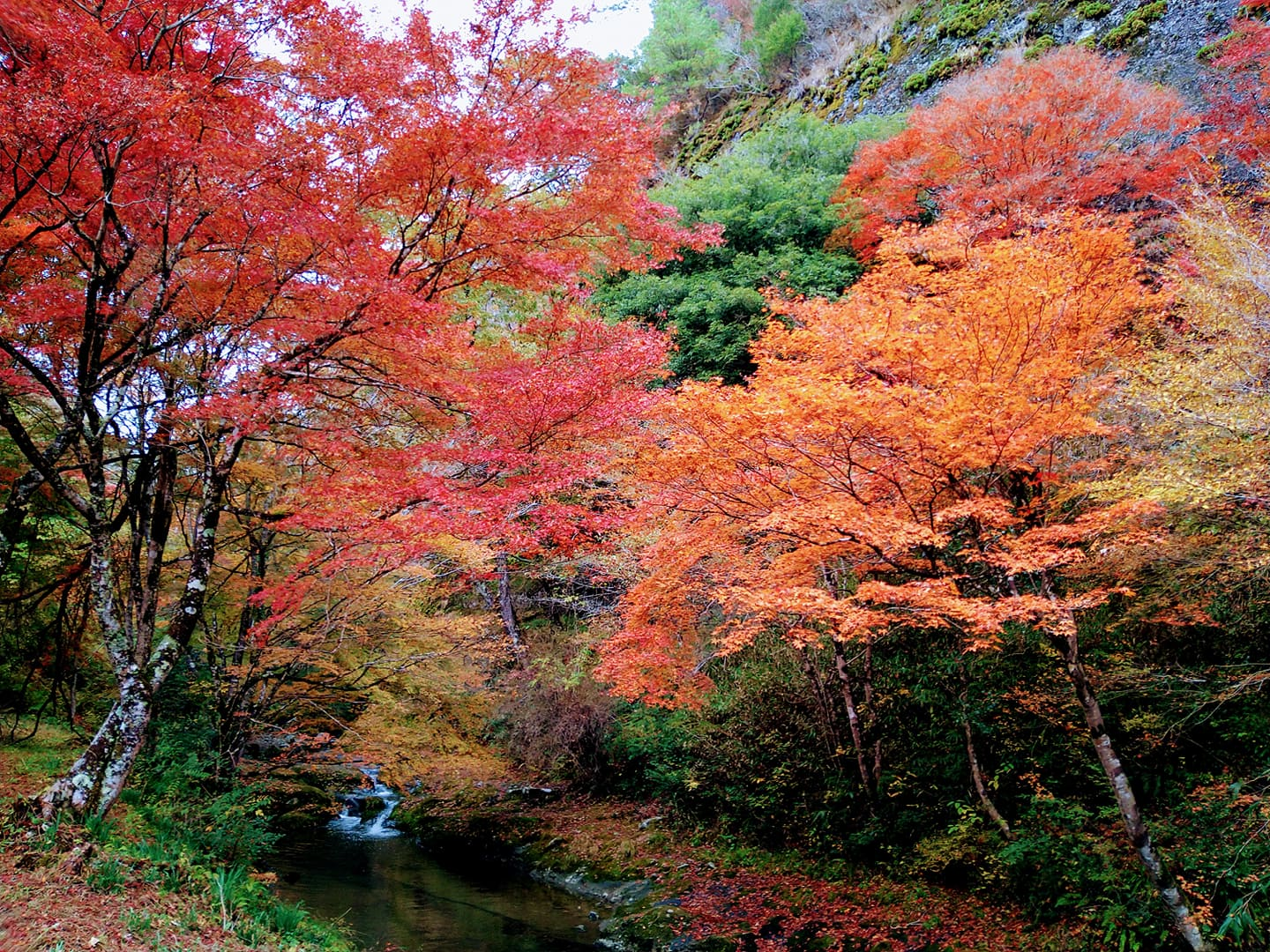
直瀬川
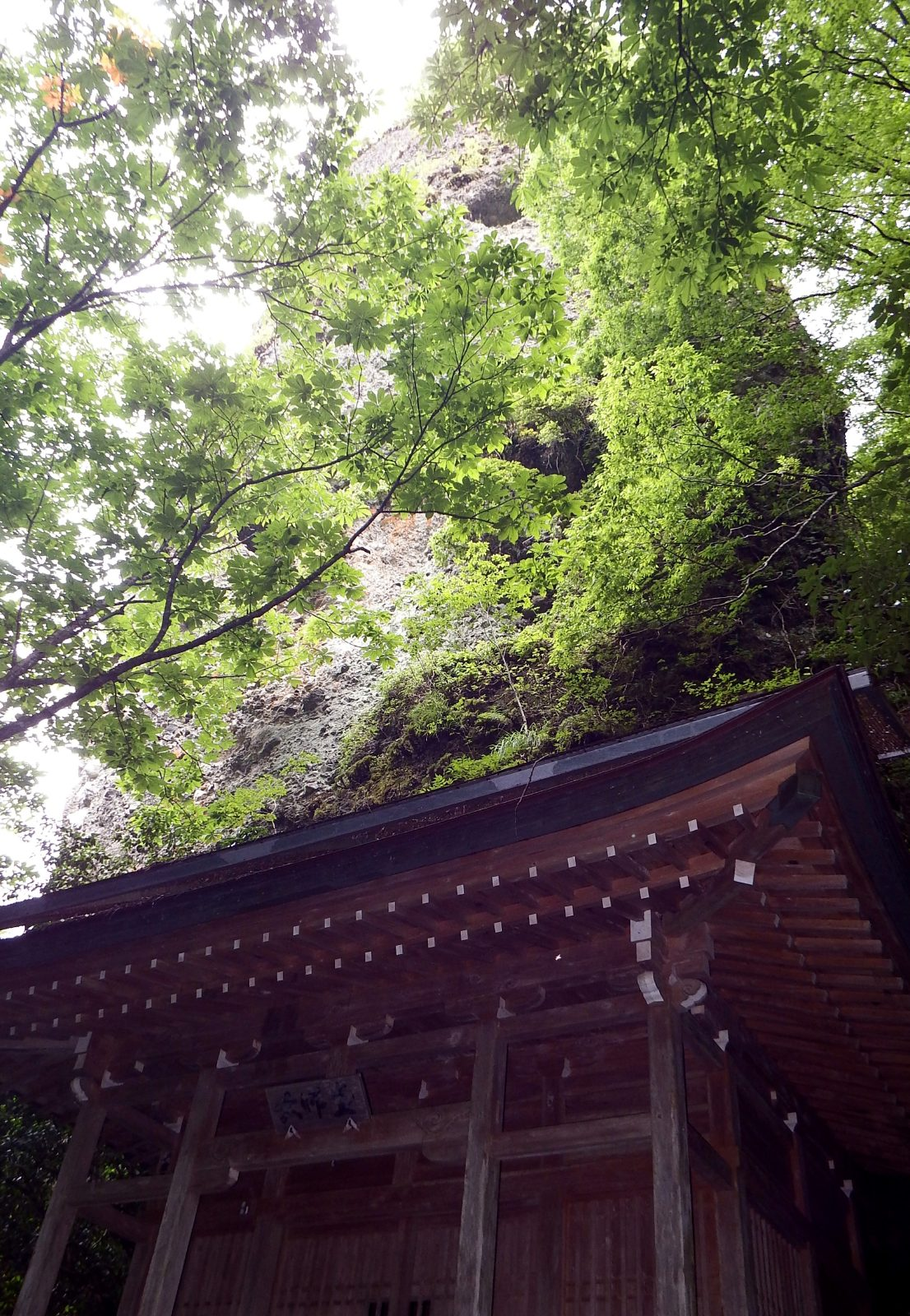
大師堂
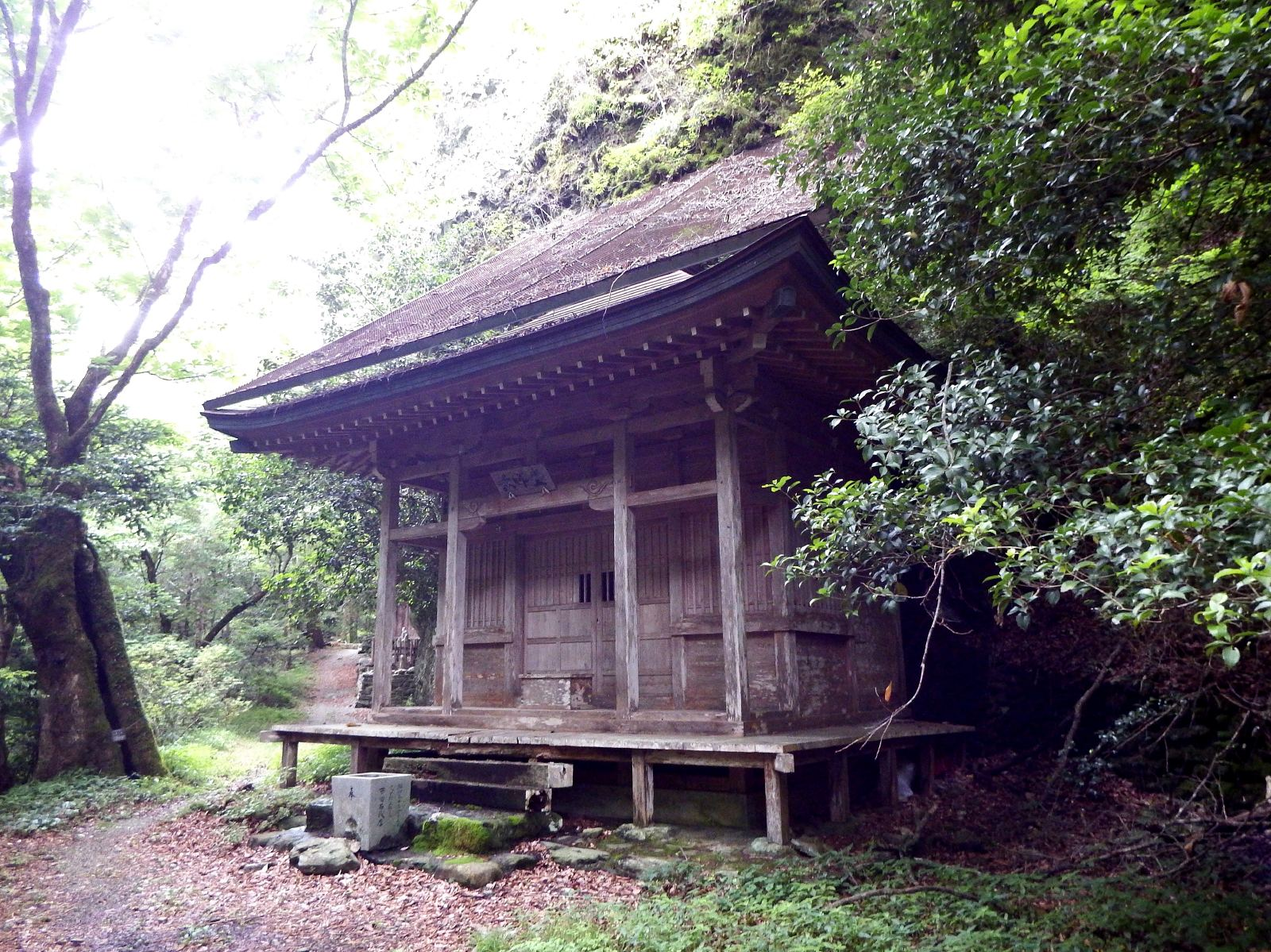
大師堂
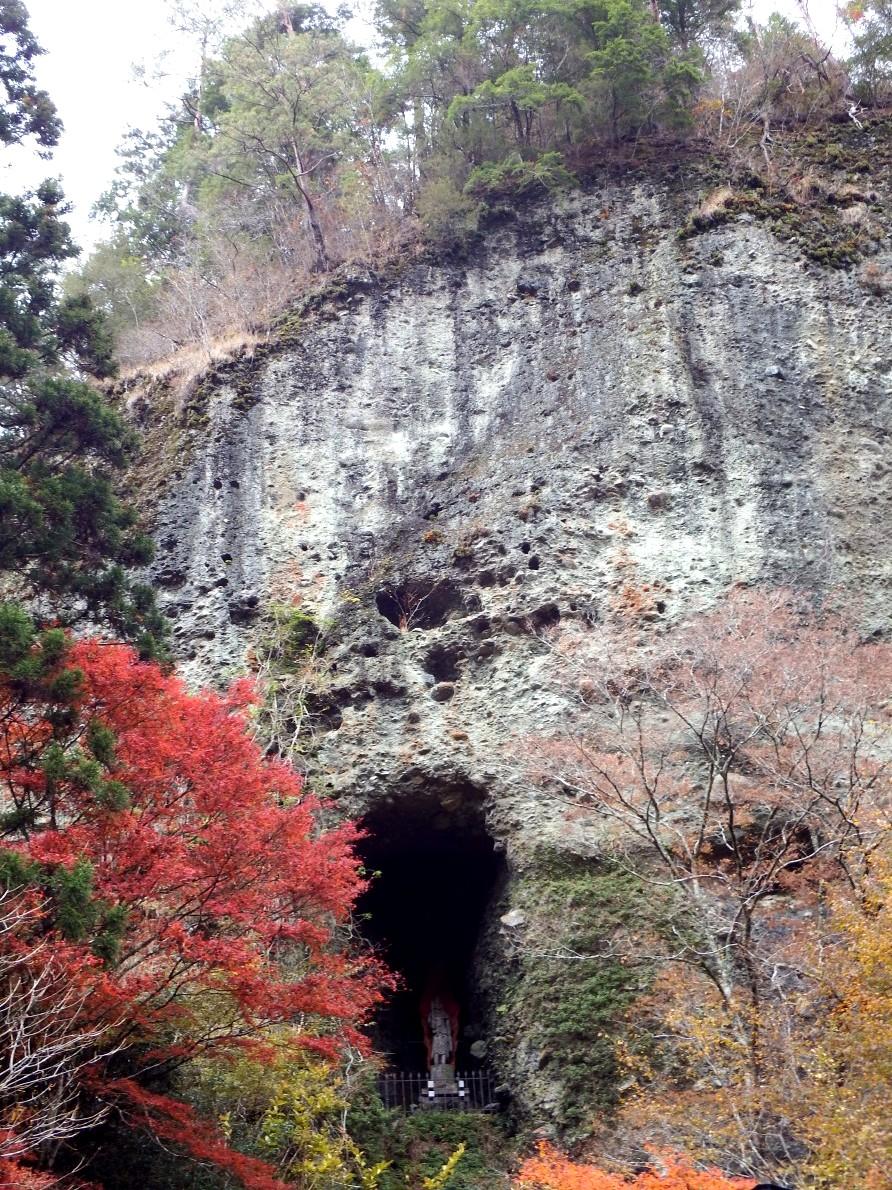
不動岳の不動明王
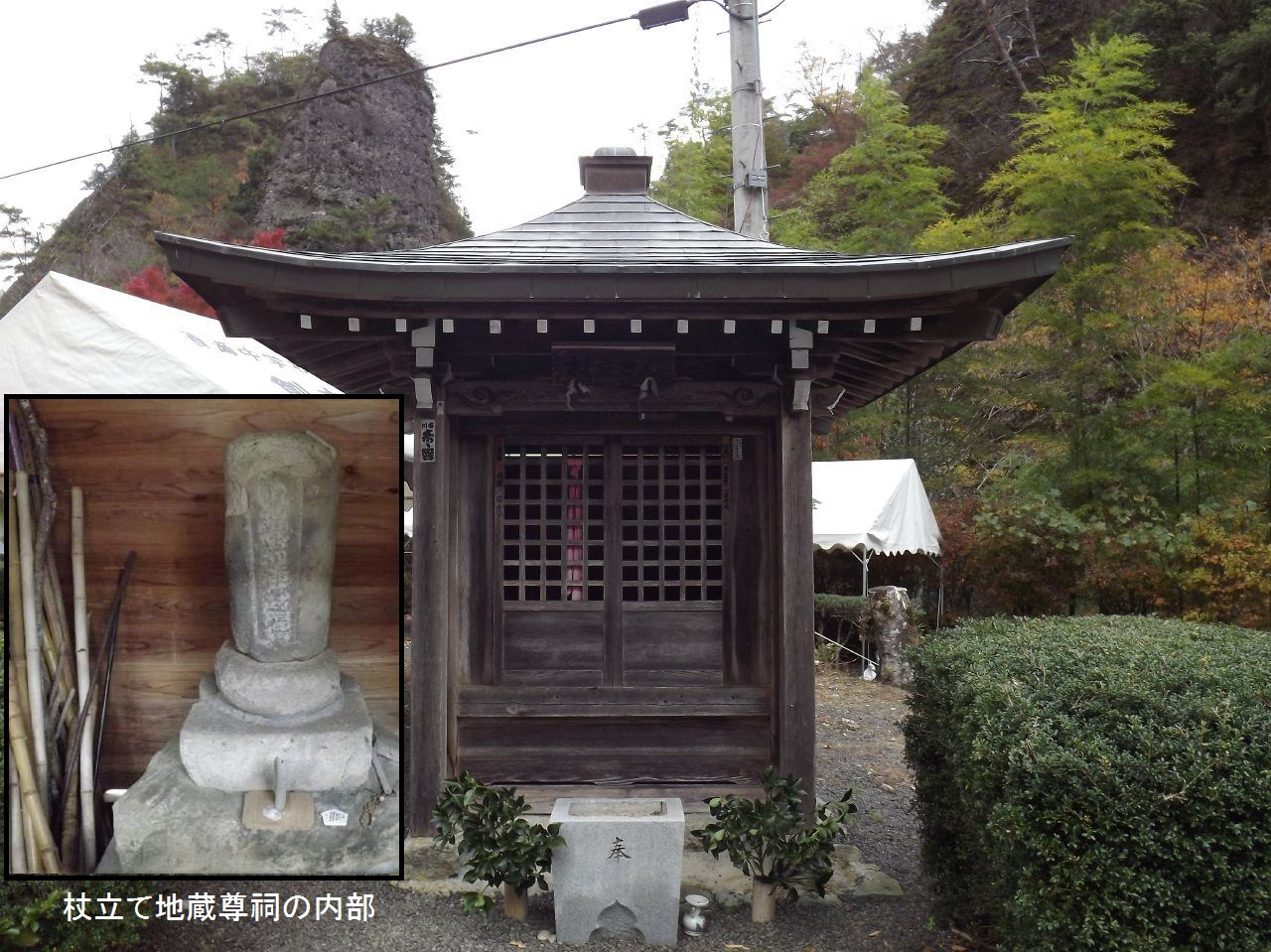
杖立て地蔵尊

岩峰には名前が付けられていて、古岩屋荘の正面の画像の左から千窟岳（70m）、桂岳（60m）、右へ続いて、鐘釣岳（100m)、嶋田岩、千丈岳、子持岳（90m）
また、不動明王の周辺には、不動岳、観音岳、大師岳、小屏風岳、それらの背後には権現岳が聳える。